# Clausewitz Engine
Die Clausewitz Engine ist eine Spiel-Engine, die von Paradox Development Studio entwickelt und 2007 erstmals verwendet wurde. Sie wurde nach dem preußischen Generalmajor und Heeresreformer Carl von Clausewitz benannt.

## Geschichte
Paradox entwickelte die „Clausewitz Engine“ für Europa Universalis III. Beim Nachfolger Europa Universalis IV kam die Spiel-Engine in Version 2.5 zum Einsatz. Bis 2018 bildete sie die Basis für alle Eigenentwicklungen des Studios.

### Nachfolger Jomini
Seit Imperator: Rome (2019) wird Clausewitz durch die nach Antoine-Henri Jomini benannte Jomini-Engine ergänzt. Während Clausewitz grundsätzlich für Spiele jedes Genres verwendbar ist, ist Jomini auf Spiele spezialisiert, bei denen der Spieler eine Karte von oben betrachtet (“top-down, map-based games”). Laut den Entwicklern sind die wichtigste Neuerung Werkzeuge, die die Arbeit an Jomini-basierten Spielen ohne Programmierkenntnisse ermöglichen. Davon sollen auch Modder profitieren. Auch die Performance soll durch Optimierungen bei der Entscheidungsfindung der computergesteuerten Fraktionen deutlich verbessert werden. Dies hatte in der Clausewitz-Engine in komplexen Szenarien mit vielen Beteiligten teilweise zu erheblichen Problemen geführt.

## Modding
Die Verwendung unverschlüsselter Text- und Bilddaten erleichtert Eingriffe und Modding sowohl der Daten einzelner Spielstände als auch des generellen Erscheinungsbildes und der Mechanik der Spiele. Im Mai 2016 veröffentlichte Paradox ein Tool, mithilfe dessen man in Maya erstellte Modelle direkt in auf der Engine basierenden Spielen verwenden kann.

## Spiele
- Europa Universalis III (2007)
- Europa Universalis: Rome (2008)
- Hearts of Iron III (2009)
- Victoria II (2010)
- Sengoku (2011)
- Crusader Kings II (2012)
- March of the Eagles (2013)
- Europa Universalis IV (2014)
- Stellaris (2016)
- Hearts of Iron IV (2016)
- Imperator: Rome (2019)
- Crusader Kings III (2020)[5]
- Victoria 3 (2022)[6]
- Star Trek: Infinite (2023)